# 駿河健康ランド
駿河健康ランド（するがけんこうランド　英：Suruga kenko land）は静岡県静岡市清水区興津東町にある株式会社クア・アンド・ホテル（本社：山梨県甲府市）が運営するビジネスホテルと健康ランド一体型施設である。

## 概要
2002年（平成14年）4月21日に開業した静岡市の健康ランドで、日帰り入浴施設と、宿泊施設としてビジネスホテルが併設されており、静岡市最大数の客室数を有する（2025年1月現在）。また、24時間営業のためホテル客室を利用せずに仮眠室を利用しての宿泊も可能となっている。駿河湾沿いに位置し、施設の一部からは富士山や駿河湾の景色を望むことができる。
20種類のお風呂・サウナ・天然温泉を有する。宿泊、温浴サービス以外にも、飲食施設やボディケアやアカスリなどのリラクゼーション施設、フィットネス施設、ゲームコーナー、漫画コーナー、カラオケボックス、麻雀ルームなどの娯楽施設を備えており、温泉施設を中心に、宿泊、食事、リラクゼーション、エンターテインメントが楽しめる複合型の総合温浴宿泊施設として、地域住民および観光客に広く利用されている。
2024年にSSTR公式スポンサーとしてバイカーの立ち寄り処にもなっている。

## 沿革
株式会社クア・アンド・ホテルは、1989年（平成元年）に山梨県石和町（現在の笛吹市）に石和健康ランドを開業し、ビジネスホテルと健康ランドを一体化した国内初ビジネスモデルを作った。1995年（平成7年）に長野県塩尻市に信州健康ランド、2002年（平成14年）に静岡県清水市（現：静岡市）に駿河健康ランドを開業した。
2017年（平成29年）に株式会社セント・リングス(本社：静岡県沼津市)と共催で第10回「GoGoナイトウォーキングin静岡」を企画・運営した。
2024年（令和5年）オートバイによるツーリングイベントSSTR公式スポンサーとなった。施設の立体駐車場3階1区画がスタート専用エリアになり、参加ライダーのサポートを行った。

### 認証資格取得・受賞歴[5]
| 年     | 対象施設             | 認証資格・受賞内容                                                                                                 |
| ------ | -------------------- | --- |
| 2014年 | 駿河健康ランド       | トリップアドバイザー「エクセレンス認証」                                                                           |
| 2015年 | 駿河健康ランド       | トリップアドバイザー「エクセレンス認証」                                                                           |
| 2016年 | 駿河健康ランド       | トリップアドバイザー「エクセレンス認証」                                                                           |
| 2016年 | 駿河健康ランド       | 日本経営品質賞「経営革新奨励賞」                                                                                   |
| 2017年 | 駿河健康ランド       | トリップアドバイザー「エクセレンス認証」                                                                           |
| 2018年 | クア・アンド・ホテル | はばたく中小企業・小規模事業者300社                                                                                |
| 2018年 | 駿河健康ランド       | トリップアドバイザー「エクセレンス認証」                                                                           |
| 2019年 | 駿河健康ランド       | 第5回 おふろ甲子園決勝大会優勝                                                                                     |
| 2019年 | 駿河健康ランド       | Booking.comクチコミアワード2018                                                                                    |
| 2019年 | 駿河健康ランド       | おもてなし規格認証「金認証」                                                                                       |
| 2021年 | クア・アンド・ホテル | 健康経営優良法人2021                                                                                               |
| 2022年 | クア・アンド・ホテル | 健康経営優良法人2022                                                                                               |
| 2022年 | 駿河健康ランド       | ニフティ温泉ランキング 「ユーザー投票 静岡県第1位」 「静岡県 充実した施設部門第1位」 「静岡県総合第4位 」          |
| 2023年 | クア・アンド・ホテル | 健康経営優良法人2023                                                                                               |
| 2023年 | 駿河健康ランド       | ニフティ温泉ランキング 「ユーザー投票静岡県第1位」 「静岡県総合第2位」 「宿泊部門第7位」                           |
| 2024年 | 駿河健康ランド       | ニフティ温泉ランキング 「ユーザー投票静岡県1位」 「静岡県総合第2位」 「東海エリアユーザー投票2位」 「絶景部門8位」 |

## 天然温泉　駿河太古の湯
泉質はカルシウム・マグネシウムー塩化物冷鉱泉（高張性・中性・冷鉱泉）。古代に海底に堆積した地層から湧き出る「化石海水」で、お湯に溶けている成分の濃度が高く肌にしみこみやすいのが特徴の天然温泉とされている。医学的に治療効果のあるとされる「療養泉」にも分類されている。

## 館内施設・設備
施設の詳細については公式サイトを参照。

### 大浴場
- お風呂
  - 海気泉（天然温泉）
  - 陶器風呂（天然温泉）
  - ラジウム波動泉（天然温泉）
  - 潮風呂（天然温泉・女湯のみ）
  - 黄鉄泉（天然温泉・男湯のみ）
  - 気泡浴
  - 圧注浴（超音波）
  - 寝湯
  - 座湯（ジェット）
  - うたせ湯
  - 美白炭酸泉（天然温泉）
  - 電気風呂
  - 歩く水風呂
  - 冷泉（男湯のみ）
  - 水風呂
  - 外気浴
  - 全身浴
- サウナ
  - フィンランドサウナ 86度（男湯のみ）
  - 高温サウナ（麦飯石）80〜104度
  - 塩サウナ　39～40度
  - 漢方サウナ（遠赤外線）64〜74度
  - クリスタルサウナ　40〜52度
  - 岩盤浴

### ホテル客室
- シングルルーム
- ダブルルーム
- ツインルーム
- デラックスツインルーム
- 和室
- 和洋室
- スペシャル
- プチ和室

### 飲食店
- 大広間
- 台湾料理
- 焼肉
- 和ダイニング
- そば
- 和食・寿司
- 居酒屋
- 洋食

### リラクゼーション施設
- ボディケア
- 足裏健康法
- タイ古式
- エステ
- あかすり
- 整体
- カットサロン

### その他
- 売店
- ゲームコーナー
- カラオケ
- 麻雀
- テレビルーム
- マッサージ機ルーム
- フィットネスクラブ
- ファミリー休憩室
- インターネット＆マンガコーナー
- コワーキングルーム
- 会議室
- 仮眠室
- バーデゾーン

## グループホテル
- 石和健康ランド
- 信州健康ランド
- 甲府プリンスホテル朝日館